# Chéri (pel·lícula de 2009)
Chéri és una un drama romàntic del 2009 dirigit per Stephen Frears i basat en la novel·la del mateix nom de l'escriptora francesa Colette. La pel·lícula reuneix de nou al director i l'escriptor Christopher Hampton amb l'actriu Michelle Pfeiffer, vint-i-dos anys després de Les amistats perilloses, en una història d'època que explica l'amor entre una dona madura i el seu jove amant. Aquesta pel·lícula ha estat doblada al català. També s'ha editat una versió en valencià per a À Punt.

## Argument
En el París de principis del segle xx, la bella excortesana Léa de Lonval (Michelle Pfeiffer) endinsa el fill (Rupert Friend) d'una amiga (Kathy Bates) en les arts de la seducció. Però, el que comença com un flirteig acabarà en una relació apassionada i inconvenient.

## Curiositats
- El rodatge va tenir lloc a Anglaterra, Biarritz i París.
- El projecte de Chéri ja va començar durant els anys 90 amb Jessica Lange al cap per al rol principal. El retard en el seu rodatge van fer que Lange ja no pogués participar-hi degut a la seva edat (60 anys).

## Repartiment
- Michelle Pfeiffer com a Léa de Lonval
- Rupert Friend com a Fred 'Chéri' Peloux
- Kathy Bates com a Madame Charlotte Peloux
- Felicity Jones com a Edmée
- Frances Tomelty com a Rose
- Anita Pallenberg com a La Copine
- Harriet Walter com a La Loupiote
- Iben Hjejle com a Marie Laure
- Tom Burke com a Vicomte Desmond
- Jim Bywater com a Clerk

## Premis
Festival Internacional de Cinema de Berlín
- Nominada per:
  - Os d'Or per a Stephen Frears